# Gerulfingi

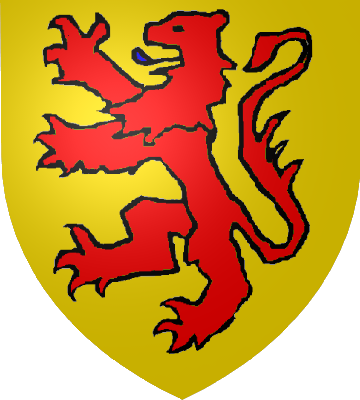
Armoriale della Casa d'Olanda

La dinastia dei Gerulfingi è stata la prima famiglia di Conti della Frisia Occidentale, di Olanda e, successivamente, subentrando ai conti di Fiandra, anche conti di Zelanda. La dinastia prende il nome da colui il quale è stato il suo fondatore Gerulfo I di Frisia. Conosciuta anche come Casa d'Olanda, si estinse nel 1299 con Giovanni I d'Olanda, il quale morì senza lasciare eredi. La famiglia conta, oltre a tutti i Conti della Frisia Occidentale e i primi Conti d'Olanda, un Re di Germania (Guglielmo II d'Olanda) e una Regina di Francia (Berta d'Olanda).